# Cheilotrichia clarkeana
Cheilotrichia clarkeana là một loài ruồi trong họ Limoniidae. Chúng phân bố ở miền Australasia.